# Rue des cascades
Rue des cascades (calle de las cascadas, en español) es el segundo álbum de estudio de Yann Tiersen, publicado en 1996 (Sine Terra Firma) y reeditado en 1998, 2001 y 2009.
A excepción de los temas  "Naomi" y "La Vie quotidienne", su autor los compuso e interpretó esencialmente con acordeón, piano de juguete, clavecín, violín, piano y mandolina, además de algunos objetos usados como instrumentos musicales. Es el caso de una máquina de escribir usada como instrumento en "Pas si simple". 